# Baeoura semicincta
Baeoura semicincta är en tvåvingeart som först beskrevs av Alexander 1925.  Baeoura semicincta ingår i släktet Baeoura och familjen småharkrankar. Inga underarter finns listade i Catalogue of Life.